# آئرولینئا د آنتیکوا
آئرولینئا د آنتیکوا (به انگلیسی: Aerolínea de Antioquia) یک شرکت هواپیمایی با کد یاتا 1DA است که در تاریخ ۱۹۸۷ میلادی تأسیس شده است. دفتر مرکزی آئرولینئا د آنتیکوا در مدلین، کلمبیا واقع شده‌است و قطب این شرکت هواپیمایی در فرودگاه انریکه اولایا هررا قرار دارد و به ۲۱ مقصد، پرواز انجام می‌دهد.